# Kris Durham
Kris Durham (Rome, 17 marzo 1988) è un ex giocatore di football americano statunitense che ha militato nel ruolo di wide receiver. Fu scelto dai Seattle Seahawks nel corso del quarto giro del Draft NFL 2011. Al college ha giocato a football all'Università della Georgia.

## Carriera professionistica

### Seattle Seahawks
Durham fu scelto come 107º assoluto del Draft 2011 dai Seattle Seahawks. Il contratto di Durham fu di quattro anni per un valore di 2,504 milioni di dollari, compresi 464.260 dollari di bonus alla firma. Nella sua stagione da rookie, Durham giocò solamente tre partite, di cui nessuna da titolare, totalizzando 3 ricezioni e 30 yard ricevute. Fu svincolato nella pre-stagione 2012.

### Detroit Lions
Il 2 settembre 2012, Durham firmò per la squadra di allenamento dei Detroit Lions. Il 4 dicembre fu promosso nel roster attivo e nell'ultima settimana della stagione regolare firmò il suo primo touchdown su ricezione contro i Chicago Bears. Nella stagione successiva disputò per la prima volta tutte le 16 partite, 13 delle quali come titolare, ricevendo 38 passaggi per 490 yard (secondo nella squadra) e 2 touchdown. Il 30 agosto 2014 fu svincolato dai Lions.

### Tennessee Titans
Il giorno successivo, Durham firmò coi Tennessee Titans, quindi si trasferisce agli Oakland Raiders e, dopo la rescissione del contratto da parte della franchigia americana, viene contattato dalla squadra italiana dei Panthers Parma, la cui direzione pensava di aver contattato un suo omonimo.

## Statistiche
|                                             |                                             |             |                | Corse       | Corse       | Corse          | Ricezioni   | Ricezioni   | Ricezioni        | Altro          | Altro             | Altro       |             |
| Stagione                                    | Stagione                                    | G           | Yd All-purpose | Yd Portate  | Portate     | Yd Per portata | Yd Ricevute | Ricezioni   | Yd Per passaggio | Yd Punt return | Yd Kickoff return | Yd Varie    | TD          |
| ------------------------------------------- | ------------------------------------------- | ----------- | -------------- | ----------- | ----------- | -------------- | ----------- | ----------- | ---------------- | -------------- | ----------------- | ----------- | ----------- |
| 2002-2004                                   | 2002-2004                                   | ?           | ?              | ?           | ?           | ?              | ?           | ?           | ?                | ?              | ?                 | ?           | ?           |
| 2005                                        | 2005                                        | ?           | 1 062+?        | ?           | ?           | ?              | 1 062       | 55          | 19,3             | ?              | ?                 | ?           | ?           |
| Totale high school (Calhoun Yellow Jackets) | Totale high school (Calhoun Yellow Jackets) | ?           | 1 062+?        | ?           | ?           | ?              | 1 062       | 55          | 19,3             | ?              | ?                 | ?           | ?           |
| 2006                                        | SEC                                         | 13          | 82             | 0           | 0           | 0              | 82          | 8           | 10,3             | 0              | 0                 | 0           | 0           |
| 2007                                        | SEC                                         | 11          | 169            | 0           | 0           | 0              | 169         | 11          | 15,4             | 0              | 0                 | 0           | 0           |
| 2008                                        | SEC                                         | 10          | 199            | 0           | 0           | 0              | 199         | 13          | 15,3             | 0              | 0                 | 0           | 1           |
| 2009                                        | SEC                                         | Infortunato | Infortunato    | Infortunato | Infortunato | Infortunato    | Infortunato | Infortunato | Infortunato      | Infortunato    | Infortunato       | Infortunato | Infortunato |
| 2010                                        | SEC                                         | 11          | 659            | 0           | 0           | 0              | 659         | 32          | 20,6             | 0              | 0                 | 0           | 3           |
| Totale college (Georgia Bulldogs)           | Totale college (Georgia Bulldogs)           | 45          | 1 109          | 0           | 0           | 0              | 1 109       | 64          | 17,3             | 0              | 0                 | 0           | 4           |
| Totale giovanili                            | Totale giovanili                            | 45+?        | 2 171+?        | 0+?         | 0+?         | 0+?            | 2 171+?     | 119+?       |                  | 0+?            | 0+?               | 0+?         | 4+?         |
| 2011                                        | NFL                                         | 3           | 30             | 0           | 0           | 0              | 30          | 3           | 10.0             | 0              | 0                 | 0           | 0           |
| Totale Seattle Seahawks                     | Totale Seattle Seahawks                     | 3           | 30             | 0           | 0           | 0              | 30          | 3           | 10,0             | 0              | 0                 | 0           | 0           |
| 2012                                        | NFL                                         | 4           | 125            | 0           | 0           | 0              | 125         | 8           | 15,6             | 0              | 0                 | 0           | 1           |
| 2013                                        | NFL                                         | 16          | 490            | 0           | 0           | 0              | 490         | 38          | 12,9             | 0              | 0                 | 0           | 2           |
| Totale Detroit Lions                        | Totale Detroit Lions                        | 20          | 615            | 0           | 0           | 0              | 615         | 46          | 13,4             | 0              | 0                 | 0           | 3           |
| 2014                                        | NFL                                         | 4           | 54             | 0           | 0           | 0              | 54          | 6           | 9,0              | 0              | 0                 | 0           | 0           |
| Totale Tennessee Titans                     | Totale Tennessee Titans                     | 4           | 54             | 0           | 0           | 0              | 54          | 6           | 9,0              | 0              | 0                 | 0           | 0           |
| 2017                                        | 1Div                                        | 8           | 420            | 6           | 1           | 6,0            | 414         | 28          | 14,8             | 0              | 0                 | 0           | 2           |
| Totale Panthers Parma                       | Totale Panthers Parma                       | 8           | 420            | 6           | 1           | 6,0            | 414         | 28          | 14,8             | 0              | 0                 | 0           | 2           |
| Totale squadre maggiori                     | Totale squadre maggiori                     | 35          | 1 119          | 6           | 1           | 6,0            | 1 113       | 83          | 13,4             | 0              | 0                 | 0           | 5           |
| Totale                                      | Totale                                      | 80+?        | 3 290+?        | 6+?         | 1+?         |                | 3 284+?     | 202+?       |                  | 0+?            | 0+?               | 0+?         | 9+?         |

Statistiche aggiornate alla stagione 2017